# Critica della proprietà e dello stato
Critica della proprietà e dello stato è un saggio del 1866 di Pierre-Joseph Proudhon che tratta tematiche economico politiche come il concetto di Stato, federalismo, comunismo e giustizia.

## Capitoli
- Critica della proprietà
- Critica dello Stato
- Critica del Comunismo
- La giustizia come equilibrio
- Autorità e libertà
- L'associazione degli uguali
- Il nuovo contratto sociale
- Il federalismo

## Edizioni
- Pierre-Joseph Proudhon, Critica della proprietà e dello stato, Elèuthera, 2006,  p. 191, ISBN 88-85060-49-8.